# لورين هوفمان
لورين هوفمان (بالإنجليزية: Lauren Hoffman)‏ هي مغنية أمريكية، ولدت في 1977 في شارلوتسفيل في الولايات المتحدة.

## وصلات خارجية
- الموقع الرسمي
- لورين هوفمان على موقع ميوزك برينز (الإنجليزية)
- لورين هوفمان على موقع أول ميوزيك (الإنجليزية)
- لورين هوفمان على موقع ديسكوغز (الإنجليزية)